# عملگر مکانیکی
وظیفه عملگر هیدرولیک، اکتواتور یا اکچویتور (به انگلیسی: Actuator) که نوعی موتور است در شیرهای کنترل، تأمین نیروی لازم جهت باز و بسته کردن شیر و قراردادن آن در موقعیت مطلوب و متناسب با سیگنال ارسالی از طرف کنترلر است. اکچوایتورها در انواع مختلف پنوماتیکی، الکتریکی یا خود عملگر
(Self Acting) موجود بوده وبا توجه به وضعیت سامانه انتخاب و استفاده می‌گردند.

## عملگرهای پنوماتیکی
در این نوع از عملگرها، نیروی لازم جهت حرکت شیر از طریق هوای فشرده تأمین می‌شود که به بالا یا پائین دیافراگم قابل انعطاف موجود در محفظه عملگر اعمال می‌گردد. در شکل ۱ عملگر پنوماتیکی مدل PN۱۰۰۰ به همراه شیر کنترل سری C کارخانه Spirax Sarco نشان داده شده است. فشار هوای اعمالی به دیافراگم، باعث اعمال نیرو به ساقه شیر می‌شود که میزان آن بستگی به سطح دیافراگم دارد. نیروی مخالف فنر جهت بازگرداندن شیر به وضعیت اولیه در صورت کم شدن سیگنال فشار هوا یا بستن کامل شیر در صورت قطع فشار هوا می‌باشد. میزان فشار هوا از طرف پوزیشنر و کنترلر تنظیم می‌گردد. قسمت Plug شیر از یک طرف به ساقه (Stem) و از طرف دیگر به دیافراگم متصل است و در نتیجه حرکت دیافراگم باعث حرکت شیر خواهد شد.
به منظور غلبه بر نیروی مقاوم در شیرهای بزرگتر یا اختلاف فشارهای بیشتر، عملگرهای مقاومتری مورد نیاز است که این امر مستلزم استفاده از دیافراگم‌هایی با سطح بیشتر و فنرهای مستحکمتر می‌باشد. به همین علت، عملگرهای متنوعی با سایزهای مختلف برای یک شیر خاص طراحی و تولید می‌گردد. نحوه آرایش دیافراگم و فنر نسبت به یکدیگر، تعیین‌کننده نحوه عملکرد عملگرهای Direct acfing یا Reverse acting می‌باشد که می‌تواند شیررا برای حالت عادی Normally open یا Normally close مورد استفاده قرار دهد. واضح است ک قطع سیگنال هوا (از طرف کنترلر و پوزیشنر)، منجر به کاملاً باز یا بسته شدن شیر با توجه به عملگر انتخابی خواهد شد. میزان سیگنال هوایی که غالباً جهت کنترل عملگرها استفاده می‌شود bar ۰/۲ –۱ می‌باشد. هنگام کالیبره کردن مجموعه شیر و عملگر در زمان شروع کار سامانه، عمل تنظیم طوری صورت می‌گیرد که در صورت ارسال سیگنال ۰/۲ bar به عملگر، شیر در وضعیت طبیعی خود و دقیقاً در آستانه حرکت قرار بگیرد. درصورت افزایش این سیگنال، شیر حرکت کرده تا درسیگنال ۱bar به ماکزیمم وضعیت کاری خود برسد اختلاف فشار ناشی از گذر جریان از شیر نیز باعث اعمال نیرو به ساقه شیر می‌گردد که با توجه به نوع چیدمان فنر و دیافراگم در عملگر، ممکن است با نیروی هوا جمع شده یا در برابر آن قرار گیرد؛ بنابراین به‌طور مثال اگر سیگنال ارسالی برابر ۰/۶bar باشد، انتظار اولیه این است که شیر درحالت %۵۰ قرار گیرد، در صورتی که عملاً این میزان کمتر یا بیشتر خواهد بود. به همین جهت کالیبره کردن شیر در هنگام راه اندازی ضروری می‌باشد. البته با تنظیماتی که روی کنترلر انجام می‌شود، می‌توان حداقل و حداکثر بازوبسته شدن شیر یا سرعت حرکت و محل قرارگیری شیر نسبت به سیگنال ارسالی و … را تعیین نمود.